# Маріїнська гімназія (Таганрог)
47°12′46″ пн. ш. 38°55′13″ сх. д. / 47.2128° пн. ш. 38.9203° сх. д.
Маріїнська гімназія — найстаріший навчальний заклад Півдня Росії[джерело?], заснована у м.Таганрог у 1861 р.

## Історія
У серпні 1861 р. у Таганрозі було відкрито жіноче училище, згодом перейменоване в Маріїнську жіночу гімназію. Ця гімназія у такому вигляді пропрацювала до 1920 року.
1 вересня 1896 р. з ініціативи групи залізничних робітників і службовців, яку очолив начальник дистанції колії Е. І. Трик, було відкрито училище з чотирирічним навчанням.
Після встановлення у Таганрозі радянської влади залізничне училище отримало назву трудової семирічної школи № 6, якій в 1920 р. було передано будівлю колишньої Маріїнської гімназії.
Сучасна Маріїнська гімназія перетворена на початку 1990-х років із залізничної школи-гімназії № 15 станції Таганрог.
Розташована на розі Комсомольського провулку і вулиці Чехова.

## Керівники гімназії
- З 2013 по цей час — Г. О. Кисліцина
- З 1989 по 2013 — О. К. Дроздова[2]
- З 1979 по 1986 — Е. Й. Леметюйнена[2]
- З 1968 по 1979 — А. Н. Карпов
- З 1937 по 1968 — К. І. Баликів

## Галерея

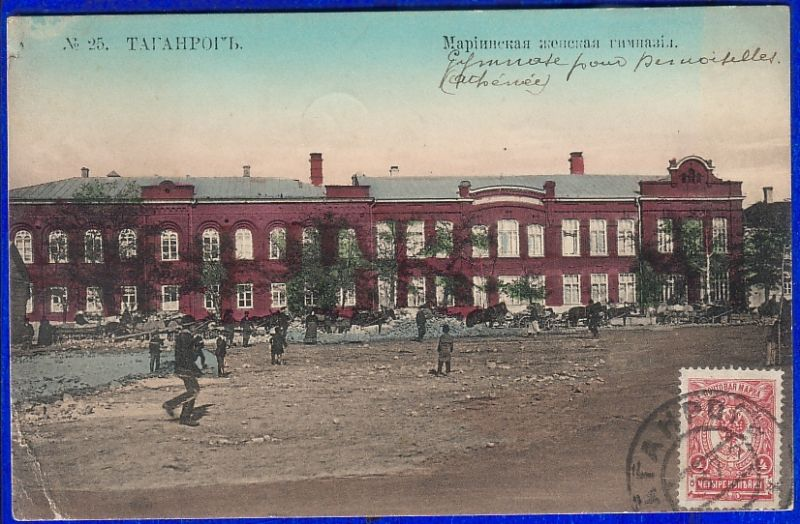
Кінець XIX століття.
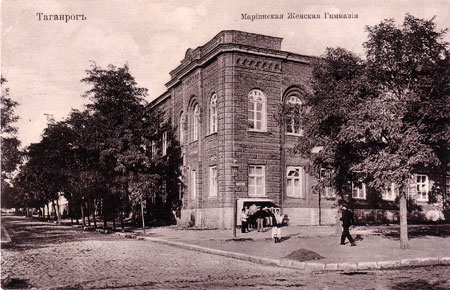
Кінець XIX століття.
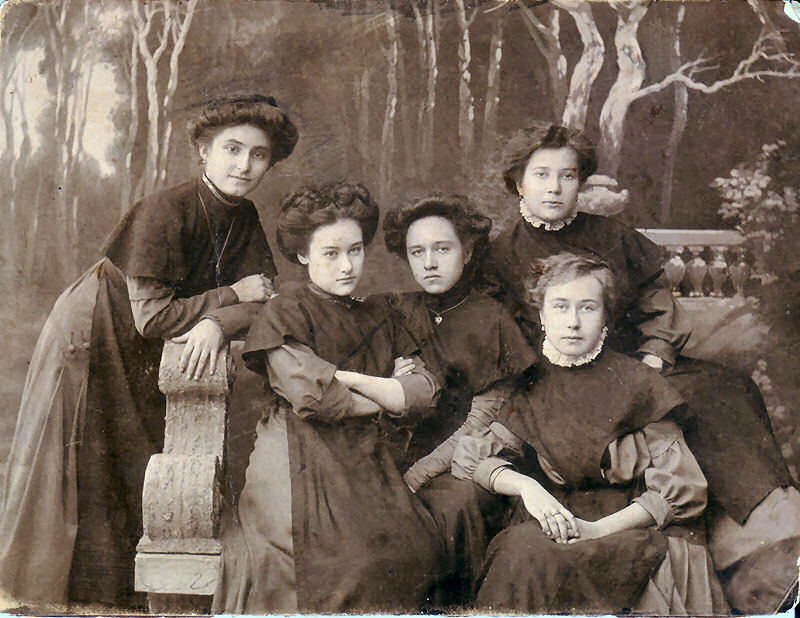
Студентки гімназії, 1910 р.
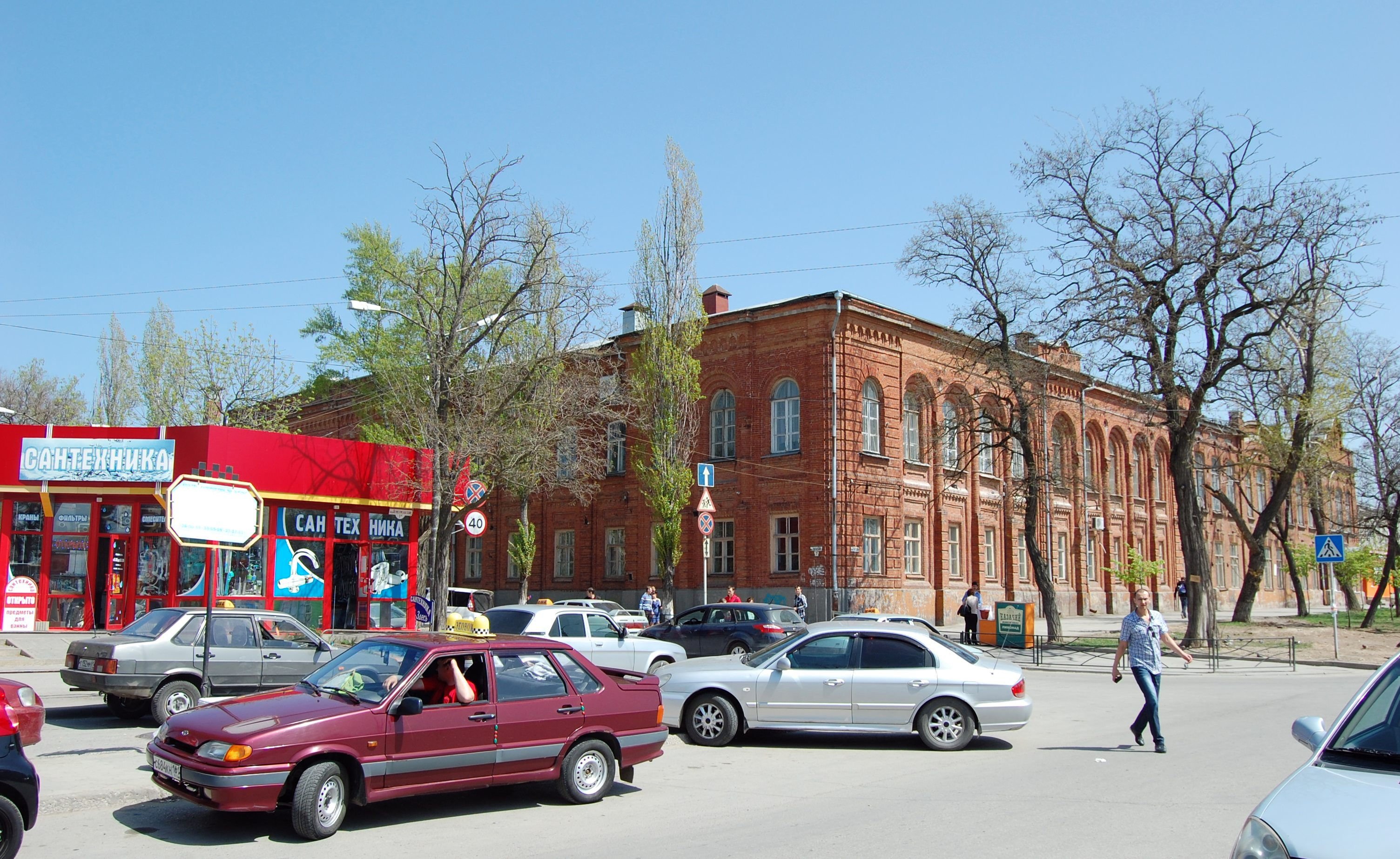
2013 р.

## Відомі співробітники та учні гімназії
- Барановський Василь Миколайович (1917—1995) — радянський державний і партійний діяч, 1-й секретар Таганрозького міськкому КПРС (1964—1966)[3].
- Блонська Серафима Іасоновна (1870—1947) — учениця, закінчила гімназію в 1887 із золотою медаллю, художниця, педагог.
- Карева Наталя Сергіївна (1947—2011) — учениця, художник.[4][5]
- Морозов Семен Григорович (1914—1943) — учень, комісар Таганрозької підпільної антифашистської організації, Герой Радянського Союзу (посмертно).
- Нагорний Володимир Вікторович (1908—1982) — музикант, знаменитий віртуоз-балалаєчник.
- Парнок Софія Яківна (1885—1933) — учениця, закінчила гімназію в 1903 р. із золотою медаллю, поетеса, перекладачка.[6]
- Раневська Фаїна Георгіївна (1896—1984) — учениця, радянська актриса театру і кіно, народна артистка СРСР.
- Малаксіано-Сигида Надія Костянтинівна (1862—1889) — учениця, російська революціонерка-народниця.
- Тараховська Єлизавета Яківна (1891—1968) — учениця, закінчила гімназію із золотою медаллю, поетеса, перекладач.
- Філевський Павло Петрович (1856—1951) — викладач гімназії, історик, педагог, перший історик міста Таганрога.
- Чехова Марія Павлівна (1863—1957) — учениця, педагог, художниця, створила Будинок-музей Чехова в Ялті. Сестра А. П. Чехова.
- Чумаченко Ада Артемівна (1887–1954) — учениця, закінчила гімназію із золотою медаллю, поетеса, письменниця.